# 윤치병
윤치병(尹致昞, 1880년 음력 6월 4일~1940년 양력 1월 24일)은 한말의 무신, 군인이다. 중추부지사 윤취동의 손자이며, 토포사 윤영렬의 넷째 아들이다. 대한민국 대통령 윤보선의 삼촌이다. 대한제국에서 관직은 가선대부에 이르렀다. 자는 강령(康寧), 호는 간송(澗松). 본관은 해평(海平)이다. 충청남도 아산 출신.

## 생애

### 생애 초반
충청남도 아산군 둔포면 신항리에서 조선 말기에 사헌부감찰, 토포사, 안성군수 등을 역임한 경재 윤영렬과 그의 부인 청주 한씨 한진숙의 넷째 아들로 태어났다. 외삼촌은 한진창으로 관찰사를 역임했다. 맏형 윤치오의 아들은 일본 유학 후 한국의 초기 병리학자, 해부학자이자 서울대학교 의과대학 병리학, 해부학 교수, 서울대 부총장, 서울대 총장 등을 지낸 윤일선이고, 둘째 형 윤치소의 장남이 前 대한민국 제4대 대통령 윤보선이었고, 여섯째 아들은 내무부 서기관, 경기도지사를 역임한 윤원선이다. 독립운동가, 계몽운동가 윤치호는 그의 사촌 형이었다. 셋째 형 악연 윤치성 역시 군인이었다.
여섯째 동생 윤치영은 독립운동가이자 우남 이승만의 최측근의 한사람이며, 대한민국 정부 수립 후 내무부 장관, 서울특별시장, 공화당 의장 등을 역임했다.

### 군인 활동
서사(筮仕)로 출사하여 관직에 올러 진무부위(進武副尉) 등을 역임했다. 1900년(광무 3년) 5월 23일 육군 보병 참위에 임명되고, 진위 보병 제6연대 제2대대부(鎭衛步兵第六聯隊第二大隊附)에 배속되었다. 1901년 2월 30일 휴직을 명받았으나 3월초 복직하였다. 1905년 1월 27일 효정왕후의 인산에 참여한 관료들을 포상할 때 아마 1필을 선물로 하사받았다. 1905년(광무 8년) 8월 7일 면직되었다. 1905년 8월 7일 진위 보병 제1대대부에 발령받고 소대장이 되었으며 11월 18일 육군 보병 부위로 승진하였다. 1906년 9월 1일 보병 부위직과 제1대대부 소대장직에서 면직되었다.
1906년 9월 1일 육군 보병 정위에 임용되고, 군부(軍部) 본부 군무국 보병과원(軍務局步兵課員)에 발령되었다. 1907년(광무 10년) 1월 조경단 주룡(主龍)의 무너진 곳을 개보수할 때 참여하여, 1월 20일 조경단 주룡 보수관료를 포상할 때 6품으로 승륙되었다. 8월 30일 보직에서 해임되어 대기발령되었고, 9월 3일 총리대신 이완용이 왕족 이외의 무보직 장교들을 해임하라고 건의하자, 육군 정위직에서 해임되었다.

### 생애 후반
대한제국 말기에 육군 정위(正慰)를 지냈다. 1910년 8월 27일 정3품에서 정2품 가선대부로 승자했으나, 그해 10월 한일 합방 조약이 체결되자 관직을 사퇴하였다.
일제강점기에는 일체의 공직활동을 거절하고 은거하였다. 슬하에 아들이 없어 형 윤치소의 다섯째 아들 윤택선(尹澤善)을 양자로 들여 가계를 이었다. 윤택선의 아들로 Kist의 직원이었던 윤창구는 그의 양손자였다.

### 사후
평택군 팽성면 객사리 부용산 선영에 안장되었는데, 아버지 윤영렬, 어머니 한진숙 내외의 묘 및 후에 아산으로 이장된 큰아버지 윤웅렬의 묘소가 당시 그 곳에 있었다.
일제강점기 당시 공직활동을 하고 있지 않았으므로 그는 친일파로 몰리지는 않았다. 양자 윤택선은 해방 후 국회전문위원을 역임하였고, 손자 윤창구는 물리학자로 카이스트에서 연구 활동을 하였다.

## 기타
대한민국 제4대 대통령을 지낸 윤보선, 경기도지사를 지낸 윤원선은 그의 조카였다.
처조부 허계는 흥선대원군 집권 시절 경복궁 영건도감에 관여하기도 했다.

### 역사학자 이병도 가문과의 관계
역사학자 두계 이병도와는 이중으로 사돈관계를 형성했다. 이병도는 윤치소의 사돈이며 동시에 윤치영의 처남이었다.
둘째 형 윤치소의 넷째 딸 윤계경(尹桂卿, 1918년 2월 13일 ~ ?)은 이재영(李宰寧, ? ~ ?)과 결혼했다. 이재영은 이병도의 형 이병묵(李炳默)의 아들로, 수군절도사 이봉구(李鳳九)의 손자이다.
윤치병의 여섯째 동생 윤치영은 이병영(李丙暎, 1900년 ~ )과 결혼했는데, 이병영은 수군절도사 이봉구(李鳳九)의 딸, 사학자 이병도의 여동생이었다.
이병도, 이병묵은 윤치병의 동생 윤치영의 처남인 동시에 윤치병의 형 윤치소의 딸이 이병도의 조카와 결혼하여 윤치소의 사돈이었다. 동시에 이병도, 이병묵의 6촌 형 이병림은 윤치소, 윤치영의 매제, 매형이 된다. 윤치소의 여동생이자 윤치영의 둘째 누나인 윤정숙(尹貞淑)은 이병도, 이병묵의 6촌 형 이병림(李丙琳)과 결혼했다. 또한, 형 윤치오의 아들인 윤승선은 이병도의 6촌 여동생인 이을남과 결혼했다. 조카며느리 이을남은 윤치영의 첫 부인 이병영의 6촌 여동생이 된다.

## 가족 관계
|                       |                       |                                     |                                     |                                     |                                     |                                     |                                     |  |  |                                                   |                                                   |                                                   |                                                   |                                                   |                                                   | 윤취동 (尹取東) 1798~1863 |  |                                     |                                     |                                     |                                     |                                     |                                     |  |  |                                     |                                     |                                     |                                     |                                     |                                     |                                     |                                     |                                     |                                     |                                     |                                     |                                     |                                     |  |  |                                     |                                     |                                     |                                     |                                     |                                     |                           |                           |                           |                           |                           |                           |                           |                           |                           |                           |  |  |                           |                           |                           |                           |                           |                           |  |  |           |           |           |           |           |           |
|                       |                       |                                     |                                     |                                     |                                     |                                     |                                     |  |  |                                                   |                                                   |                                                   |                                                   |                                                   |                                                   |                           |  |                                     |                                     |                                     |                                     |                                     |                                     |  |  |                                     |                                     |                                     |                                     |                                     |                                     |                                     |                                     |                                     |                                     |                                     |                                     |                                     |                                     |  |  |                                     |                                     |                                     |                                     |                                     |                                     |                           |                           |                           |                           |                           |                           |                           |                           |                           |                           |  |  |                           |                           |                           |                           |                           |                           |  |  |           |           |           |           |           |           |
|                       |                       |                                     |                                     |                                     |                                     |                                     |                                     |  |  |                                                   |                                                   |                                                   |                                                   |                                                   |                                                   |                           |  |                                     |                                     |                                     |                                     |                                     |                                     |  |  |                                     |                                     |                                     |                                     |                                     |                                     |                                     |                                     |                                     |                                     |                                     |                                     |                                     |                                     |  |  |                                     |                                     |                                     |                                     |                                     |                                     |                           |                           |                           |                           |                           |                           |                           |                           |                           |                           |  |  |                           |                           |                           |                           |                           |                           |  |  |           |           |           |           |           |           |
| 윤씨 (尹氏) 1835~1920 | 윤씨 (尹氏) 1835~1920 | 윤씨 (尹氏) 1835~1920               | 윤씨 (尹氏) 1835~1920               | 윤씨 (尹氏) 1835~1920               | 윤씨 (尹氏) 1835~1920               |                                     |                                     |  |  | 반계 윤웅렬 (磻溪 尹雄烈) 1840~1911 윤웅렬 가계도 | 반계 윤웅렬 (磻溪 尹雄烈) 1840~1911 윤웅렬 가계도 | 반계 윤웅렬 (磻溪 尹雄烈) 1840~1911 윤웅렬 가계도 | 반계 윤웅렬 (磻溪 尹雄烈) 1840~1911 윤웅렬 가계도 | 반계 윤웅렬 (磻溪 尹雄烈) 1840~1911 윤웅렬 가계도 | 반계 윤웅렬 (磻溪 尹雄烈) 1840~1911 윤웅렬 가계도 |                           |  |                                     |                                     |                                     |                                     |                                     |                                     |  |  |                                     |                                     |                                     |                                     | 연구 윤영렬 (蓮龜 尹英烈) 1854~1939 | 연구 윤영렬 (蓮龜 尹英烈) 1854~1939 | 연구 윤영렬 (蓮龜 尹英烈) 1854~1939 | 연구 윤영렬 (蓮龜 尹英烈) 1854~1939 | 연구 윤영렬 (蓮龜 尹英烈) 1854~1939 | 연구 윤영렬 (蓮龜 尹英烈) 1854~1939 |                                     |                                     |                                     |                                     |  |  |                                     |                                     |                                     |                                     |                                     |                                     | 한진숙 (韓鎭淑) 1851~1938 | 한진숙 (韓鎭淑) 1851~1938 | 한진숙 (韓鎭淑) 1851~1938 | 한진숙 (韓鎭淑) 1851~1938 | 한진숙 (韓鎭淑) 1851~1938 | 한진숙 (韓鎭淑) 1851~1938 |                           |                           |                           |                           |  |  |                           |                           |                           |                           |                           |                           |  |  |           |           |           |           |           |           |
| 윤씨 (尹氏) 1835~1920 | 윤씨 (尹氏) 1835~1920 | 윤씨 (尹氏) 1835~1920               | 윤씨 (尹氏) 1835~1920               | 윤씨 (尹氏) 1835~1920               | 윤씨 (尹氏) 1835~1920               |                                     |                                     |  |  | 반계 윤웅렬 (磻溪 尹雄烈) 1840~1911 윤웅렬 가계도 | 반계 윤웅렬 (磻溪 尹雄烈) 1840~1911 윤웅렬 가계도 | 반계 윤웅렬 (磻溪 尹雄烈) 1840~1911 윤웅렬 가계도 | 반계 윤웅렬 (磻溪 尹雄烈) 1840~1911 윤웅렬 가계도 | 반계 윤웅렬 (磻溪 尹雄烈) 1840~1911 윤웅렬 가계도 | 반계 윤웅렬 (磻溪 尹雄烈) 1840~1911 윤웅렬 가계도 |                           |  |                                     |                                     |                                     |                                     |                                     |                                     |  |  |                                     |                                     |                                     |                                     | 연구 윤영렬 (蓮龜 尹英烈) 1854~1939 | 연구 윤영렬 (蓮龜 尹英烈) 1854~1939 | 연구 윤영렬 (蓮龜 尹英烈) 1854~1939 | 연구 윤영렬 (蓮龜 尹英烈) 1854~1939 | 연구 윤영렬 (蓮龜 尹英烈) 1854~1939 | 연구 윤영렬 (蓮龜 尹英烈) 1854~1939 |                                     |                                     |                                     |                                     |  |  |                                     |                                     |                                     |                                     |                                     |                                     | 한진숙 (韓鎭淑) 1851~1938 | 한진숙 (韓鎭淑) 1851~1938 | 한진숙 (韓鎭淑) 1851~1938 | 한진숙 (韓鎭淑) 1851~1938 | 한진숙 (韓鎭淑) 1851~1938 | 한진숙 (韓鎭淑) 1851~1938 |                           |                           |                           |                           |  |  |                           |                           |                           |                           |                           |                           |  |  |           |           |           |           |           |           |
|                       |                       |                                     |                                     |                                     |                                     |                                     |                                     |  |  |                                                   |                                                   |                                                   |                                                   |                                                   |                                                   |                           |  |                                     |                                     |                                     |                                     |                                     |                                     |  |  |                                     |                                     |                                     |                                     |                                     |                                     |                                     |                                     |                                     |                                     |                                     |                                     |                                     |                                     |  |  |                                     |                                     |                                     |                                     |                                     |                                     |                           |                           |                           |                           |                           |                           |                           |                           |                           |                           |  |  |                           |                           |                           |                           |                           |                           |  |  |           |           |           |           |           |           |
|                       |                       |                                     |                                     |                                     |                                     |                                     |                                     |  |  |                                                   |                                                   |                                                   |                                                   |                                                   |                                                   |                           |  |                                     |                                     |                                     |                                     |                                     |                                     |  |  |                                     |                                     |                                     |                                     |                                     |                                     |                                     |                                     |                                     |                                     |                                     |                                     |                                     |                                     |  |  |                                     |                                     |                                     |                                     |                                     |                                     |                           |                           |                           |                           |                           |                           |                           |                           |                           |                           |  |  |                           |                           |                           |                           |                           |                           |  |  |           |           |           |           |           |           |
|                       |                       |                                     |                                     |                                     |                                     |                                     |                                     |  |  |                                                   |                                                   |                                                   |                                                   |                                                   |                                                   |                           |  |                                     |                                     |                                     |                                     |                                     |                                     |  |  |                                     |                                     |                                     |                                     |                                     |                                     |                                     |                                     |                                     |                                     |                                     |                                     |                                     |                                     |  |  |                                     |                                     |                                     |                                     |                                     |                                     |                           |                           |                           |                           |                           |                           |                           |                           |                           |                           |  |  |                           |                           |                           |                           |                           |                           |  |  |           |           |           |           |           |           |
|                       |                       | 동암 윤치오 (東庵 尹致旿) 1869~1950 | 동암 윤치오 (東庵 尹致旿) 1869~1950 | 동암 윤치오 (東庵 尹致旿) 1869~1950 | 동암 윤치오 (東庵 尹致旿) 1869~1950 | 동암 윤치오 (東庵 尹致旿) 1869~1950 | 동암 윤치오 (東庵 尹致旿) 1869~1950 |  |  | 동야 윤치소 (東野 尹致昭) 1871~1944               | 동야 윤치소 (東野 尹致昭) 1871~1944               | 동야 윤치소 (東野 尹致昭) 1871~1944               | 동야 윤치소 (東野 尹致昭) 1871~1944               | 동야 윤치소 (東野 尹致昭) 1871~1944               | 동야 윤치소 (東野 尹致昭) 1871~1944               |                           |  | 악연 윤치성 (岳淵 尹致晟) 1875~1936 | 악연 윤치성 (岳淵 尹致晟) 1875~1936 | 악연 윤치성 (岳淵 尹致晟) 1875~1936 | 악연 윤치성 (岳淵 尹致晟) 1875~1936 | 악연 윤치성 (岳淵 尹致晟) 1875~1936 | 악연 윤치성 (岳淵 尹致晟) 1875~1936 |  |  | 간송 윤치병 (澗松 尹致昞) 1880~1940 | 간송 윤치병 (澗松 尹致昞) 1880~1940 | 간송 윤치병 (澗松 尹致昞) 1880~1940 | 간송 윤치병 (澗松 尹致昞) 1880~1940 | 간송 윤치병 (澗松 尹致昞) 1880~1940 | 간송 윤치병 (澗松 尹致昞) 1880~1940 |                                     |                                     | 남강 윤치명 (南岡 尹致明) 1885~1944 | 남강 윤치명 (南岡 尹致明) 1885~1944 | 남강 윤치명 (南岡 尹致明) 1885~1944 | 남강 윤치명 (南岡 尹致明) 1885~1944 | 남강 윤치명 (南岡 尹致明) 1885~1944 | 남강 윤치명 (南岡 尹致明) 1885~1944 |  |  | 동산 윤치영 (東山 尹致暎) 1898~1996 | 동산 윤치영 (東山 尹致暎) 1898~1996 | 동산 윤치영 (東山 尹致暎) 1898~1996 | 동산 윤치영 (東山 尹致暎) 1898~1996 | 동산 윤치영 (東山 尹致暎) 1898~1996 | 동산 윤치영 (東山 尹致暎) 1898~1996 |                           |                           |                           |                           | 윤활란 (尹活蘭) 1884~1967 | 윤활란 (尹活蘭) 1884~1967 | 윤활란 (尹活蘭) 1884~1967 | 윤활란 (尹活蘭) 1884~1967 | 윤활란 (尹活蘭) 1884~1967 | 윤활란 (尹活蘭) 1884~1967 |  |  | 윤노덕 (尹老德) 1889~1979 | 윤노덕 (尹老德) 1889~1979 | 윤노덕 (尹老德) 1889~1979 | 윤노덕 (尹老德) 1889~1979 | 윤노덕 (尹老德) 1889~1979 | 윤노덕 (尹老德) 1889~1979 |  |  | 이름 미상 | 이름 미상 | 이름 미상 | 이름 미상 | 이름 미상 | 이름 미상 |

|  |  |                               |                               |                               |                               |                               |                               |                      |                      |                      |                      |  |  |  |  |                                    |                                    |                                    |                                    |                                    |                                    |                                    |                                    |                                    |                                    |                                    |                                    |                                    |                                    | 윤취동 (尹取東) 1798~1863          |                                    |  |  |                           |                           |                           |                           |                           |                           |                           |                           |                                    |                                    |                                    |                                    |                                                  |                                                  |                                                  |                                                  |                                                  |                                                  |  |  |  |  |                           |                           |                           |                           |                           |                           |  |  |                       |                       |                       |                       |                       |                       |
|  |  |                               |                               |                               |                               |                               |                               |                      |                      |                      |                      |  |  |  |  |                                    |                                    |                                    |                                    |                                    |                                    |                                    |                                    |                                    |                                    |                                    |                                    |                                    |                                    |                                    |                                    |  |  |                           |                           |                           |                           |                           |                           |                           |                           |                                    |                                    |                                    |                                    |                                                  |                                                  |                                                  |                                                  |                                                  |                                                  |  |  |  |  |                           |                           |                           |                           |                           |                           |  |  |                       |                       |                       |                       |                       |                       |
|  |  |                               |                               |                               |                               |                               |                               |                      |                      |                      |                      |  |  |  |  |                                    |                                    |                                    |                                    |                                    |                                    |                                    |                                    |                                    |                                    |                                    |                                    |                                    |                                    |                                    |                                    |  |  |                           |                           |                           |                           |                           |                           |                           |                           |                                    |                                    |                                    |                                    |                                                  |                                                  |                                                  |                                                  |                                                  |                                                  |  |  |  |  |                           |                           |                           |                           |                           |                           |  |  |                       |                       |                       |                       |                       |                       |
|  |  | 전주이씨 (全州李氏) 1844~1936 | 전주이씨 (全州李氏) 1844~1936 | 전주이씨 (全州李氏) 1844~1936 | 전주이씨 (全州李氏) 1844~1936 | 전주이씨 (全州李氏) 1844~1936 | 전주이씨 (全州李氏) 1844~1936 |                      |                      |                      |                      |  |  |  |  |                                    |                                    |                                    |                                    | 반계 윤웅렬 (磻溪尹雄烈) 1840~1911 | 반계 윤웅렬 (磻溪尹雄烈) 1840~1911 | 반계 윤웅렬 (磻溪尹雄烈) 1840~1911 | 반계 윤웅렬 (磻溪尹雄烈) 1840~1911 | 반계 윤웅렬 (磻溪尹雄烈) 1840~1911 | 반계 윤웅렬 (磻溪尹雄烈) 1840~1911 |                                    |                                    |                                    |                                    |                                    |                                    |  |  |                           |                           | 김정순 (金貞淳) 1879~1959 | 김정순 (金貞淳) 1879~1959 | 김정순 (金貞淳) 1879~1959 | 김정순 (金貞淳) 1879~1959 | 김정순 (金貞淳) 1879~1959 | 김정순 (金貞淳) 1879~1959 |                                    |                                    |                                    |                                    | 연구 윤영렬 (蓮龜尹英烈) 1854~1939 윤영렬 가계도 | 연구 윤영렬 (蓮龜尹英烈) 1854~1939 윤영렬 가계도 | 연구 윤영렬 (蓮龜尹英烈) 1854~1939 윤영렬 가계도 | 연구 윤영렬 (蓮龜尹英烈) 1854~1939 윤영렬 가계도 | 연구 윤영렬 (蓮龜尹英烈) 1854~1939 윤영렬 가계도 | 연구 윤영렬 (蓮龜尹英烈) 1854~1939 윤영렬 가계도 |  |  |  |  | 한진숙 (韓鎭淑) 1851~1938 | 한진숙 (韓鎭淑) 1851~1938 | 한진숙 (韓鎭淑) 1851~1938 | 한진숙 (韓鎭淑) 1851~1938 | 한진숙 (韓鎭淑) 1851~1938 | 한진숙 (韓鎭淑) 1851~1938 |  |  | 윤씨 (尹氏) 1835~1920 | 윤씨 (尹氏) 1835~1920 | 윤씨 (尹氏) 1835~1920 | 윤씨 (尹氏) 1835~1920 | 윤씨 (尹氏) 1835~1920 | 윤씨 (尹氏) 1835~1920 |
|  |  | 전주이씨 (全州李氏) 1844~1936 | 전주이씨 (全州李氏) 1844~1936 | 전주이씨 (全州李氏) 1844~1936 | 전주이씨 (全州李氏) 1844~1936 | 전주이씨 (全州李氏) 1844~1936 | 전주이씨 (全州李氏) 1844~1936 |                      |                      |                      |                      |  |  |  |  |                                    |                                    |                                    |                                    | 반계 윤웅렬 (磻溪尹雄烈) 1840~1911 | 반계 윤웅렬 (磻溪尹雄烈) 1840~1911 | 반계 윤웅렬 (磻溪尹雄烈) 1840~1911 | 반계 윤웅렬 (磻溪尹雄烈) 1840~1911 | 반계 윤웅렬 (磻溪尹雄烈) 1840~1911 | 반계 윤웅렬 (磻溪尹雄烈) 1840~1911 |                                    |                                    |                                    |                                    |                                    |                                    |  |  |                           |                           | 김정순 (金貞淳) 1879~1959 | 김정순 (金貞淳) 1879~1959 | 김정순 (金貞淳) 1879~1959 | 김정순 (金貞淳) 1879~1959 | 김정순 (金貞淳) 1879~1959 | 김정순 (金貞淳) 1879~1959 |                                    |                                    |                                    |                                    | 연구 윤영렬 (蓮龜尹英烈) 1854~1939 윤영렬 가계도 | 연구 윤영렬 (蓮龜尹英烈) 1854~1939 윤영렬 가계도 | 연구 윤영렬 (蓮龜尹英烈) 1854~1939 윤영렬 가계도 | 연구 윤영렬 (蓮龜尹英烈) 1854~1939 윤영렬 가계도 | 연구 윤영렬 (蓮龜尹英烈) 1854~1939 윤영렬 가계도 | 연구 윤영렬 (蓮龜尹英烈) 1854~1939 윤영렬 가계도 |  |  |  |  | 한진숙 (韓鎭淑) 1851~1938 | 한진숙 (韓鎭淑) 1851~1938 | 한진숙 (韓鎭淑) 1851~1938 | 한진숙 (韓鎭淑) 1851~1938 | 한진숙 (韓鎭淑) 1851~1938 | 한진숙 (韓鎭淑) 1851~1938 |  |  | 윤씨 (尹氏) 1835~1920 | 윤씨 (尹氏) 1835~1920 | 윤씨 (尹氏) 1835~1920 | 윤씨 (尹氏) 1835~1920 | 윤씨 (尹氏) 1835~1920 | 윤씨 (尹氏) 1835~1920 |
|  |  |                               |                               |                               |                               |                               |                               |                      |                      |                      |                      |  |  |  |  |                                    |                                    |                                    |                                    |                                    |                                    |                                    |                                    |                                    |                                    |                                    |                                    |                                    |                                    |                                    |                                    |  |  |                           |                           |                           |                           |                           |                           |                           |                           |                                    |                                    |                                    |                                    |                                                  |                                                  |                                                  |                                                  |                                                  |                                                  |  |  |  |  |                           |                           |                           |                           |                           |                           |  |  |                       |                       |                       |                       |                       |                       |
|  |  |                               |                               |                               |                               |                               |                               |                      |                      |                      |                      |  |  |  |  |                                    |                                    |                                    |                                    |                                    |                                    |                                    |                                    |                                    |                                    |                                    |                                    |                                    |                                    |                                    |                                    |  |  |                           |                           |                           |                           |                           |                           |                           |                           |                                    |                                    |                                    |                                    |                                                  |                                                  |                                                  |                                                  |                                                  |                                                  |  |  |  |  |                           |                           |                           |                           |                           |                           |  |  |                       |                       |                       |                       |                       |                       |
|  |  |                               |                               |                               |                               | 친 누이동생 (花峴妹)          | 친 누이동생 (花峴妹)          | 친 누이동생 (花峴妹) | 친 누이동생 (花峴妹) | 친 누이동생 (花峴妹) | 친 누이동생 (花峴妹) |  |  |  |  | 좌옹 윤치호 (佐翁尹致昊) 1865~1945 | 좌옹 윤치호 (佐翁尹致昊) 1865~1945 | 좌옹 윤치호 (佐翁尹致昊) 1865~1945 | 좌옹 윤치호 (佐翁尹致昊) 1865~1945 | 좌옹 윤치호 (佐翁尹致昊) 1865~1945 | 좌옹 윤치호 (佐翁尹致昊) 1865~1945 |                                    |                                    |                                    |                                    | 남포 윤치왕 (南圃尹致旺) 1895~1982 | 남포 윤치왕 (南圃尹致旺) 1895~1982 | 남포 윤치왕 (南圃尹致旺) 1895~1982 | 남포 윤치왕 (南圃尹致旺) 1895~1982 | 남포 윤치왕 (南圃尹致旺) 1895~1982 | 남포 윤치왕 (南圃尹致旺) 1895~1982 |  |  | 윤치창 (尹致昌) 1899~1973 | 윤치창 (尹致昌) 1899~1973 | 윤치창 (尹致昌) 1899~1973 | 윤치창 (尹致昌) 1899~1973 | 윤치창 (尹致昌) 1899~1973 | 윤치창 (尹致昌) 1899~1973 |                           |                           | 손진실 (孫眞實) 홍정욱 가계도 참조 | 손진실 (孫眞實) 홍정욱 가계도 참조 | 손진실 (孫眞實) 홍정욱 가계도 참조 | 손진실 (孫眞實) 홍정욱 가계도 참조 | 손진실 (孫眞實) 홍정욱 가계도 참조               | 손진실 (孫眞實) 홍정욱 가계도 참조               |                                                  |                                                  |                                                  |                                                  |  |  |  |  |                           |                           |                           |                           |                           |                           |  |  |                       |                       |                       |                       |                       |                       |
|  |  |                               |                               |                               |                               | 친 누이동생 (花峴妹)          | 친 누이동생 (花峴妹)          | 친 누이동생 (花峴妹) | 친 누이동생 (花峴妹) | 친 누이동생 (花峴妹) | 친 누이동생 (花峴妹) |  |  |  |  | 좌옹 윤치호 (佐翁尹致昊) 1865~1945 | 좌옹 윤치호 (佐翁尹致昊) 1865~1945 | 좌옹 윤치호 (佐翁尹致昊) 1865~1945 | 좌옹 윤치호 (佐翁尹致昊) 1865~1945 | 좌옹 윤치호 (佐翁尹致昊) 1865~1945 | 좌옹 윤치호 (佐翁尹致昊) 1865~1945 |                                    |                                    |                                    |                                    | 남포 윤치왕 (南圃尹致旺) 1895~1982 | 남포 윤치왕 (南圃尹致旺) 1895~1982 | 남포 윤치왕 (南圃尹致旺) 1895~1982 | 남포 윤치왕 (南圃尹致旺) 1895~1982 | 남포 윤치왕 (南圃尹致旺) 1895~1982 | 남포 윤치왕 (南圃尹致旺) 1895~1982 |  |  | 윤치창 (尹致昌) 1899~1973 | 윤치창 (尹致昌) 1899~1973 | 윤치창 (尹致昌) 1899~1973 | 윤치창 (尹致昌) 1899~1973 | 윤치창 (尹致昌) 1899~1973 | 윤치창 (尹致昌) 1899~1973 |                           |                           | 손진실 (孫眞實) 홍정욱 가계도 참조 | 손진실 (孫眞實) 홍정욱 가계도 참조 | 손진실 (孫眞實) 홍정욱 가계도 참조 | 손진실 (孫眞實) 홍정욱 가계도 참조 | 손진실 (孫眞實) 홍정욱 가계도 참조               | 손진실 (孫眞實) 홍정욱 가계도 참조               |                                                  |                                                  |                                                  |                                                  |  |  |  |  |                           |                           |                           |                           |                           |                           |  |  |                       |                       |                       |                       |                       |                       |

- 할아버지 : 윤취동(尹取東)
- 할머니 : 고령신씨
- 할머니 : 안동김씨(1800 - 1900년 10월)
  - 고모: 해평윤씨(1835년 - 1920년)
  - 고모부: 이원시(李源始, 본관은 용인), 2남 2녀
    - 고종사촌: 용인이씨
    - 고종매부 : 이정구(李鼎九), 본관은 우봉
- 아버지 : 윤영렬(尹英烈, 1854년 4월 15일 - 1939년 11월 4일)
- 어머니 : 청주한씨 한진숙(淸州韓氏 韓鎭淑, 1851 - 1938), 한말 전라도 관찰사와 경상도 관찰사, 육군 참장을 지낸 한진창(韓鎭昌)의 누이
  - 첫째 형 : 윤치오(尹致旿, 일본식 이름: 이토 치오우(伊東致旿), 1869년 음력 8월 5일 - 1949년 양력 12월 2일)
  - 둘째 형 : 윤치소(尹致昭, 일본식 이름: 伊東致昭, 1871년 음력 8월 25일 - 1944년 양력 2월 20일)
    - 조카 : 윤보선(尹潽善, 1897년 8월 26일 - 1990년 7월 18일)
    - 조카 : 윤원선(尹源善, 1910년 10월 27일 - 1971년 12월 16일)

  - 셋째 형: 윤치성(尹致晟, 1875년 음력 3월 2일 - 1936년 양력 8월 11일)
  - 동생: 윤치명(尹致明, 1885년 음력 9월 - 1944년 양력 4월 21일)
  - 첫째 누이: 윤활란(尹活蘭, 5남 3녀를 둠)
  - 둘째 누이: 윤노덕(尹老德, 1889년 6월 14일 - 1979년 11월 24일, 다른 이름은 윤정숙(尹貞淑), 정동교회 최초의 여성장로 역임.)
  - 둘째 매제: 이병림(李丙琳), 사학자 이병도의 6촌 형, 1남 4녀
    - 외조카 : 이영희, 이화여자대학교 음과대학 교수
    - 외조카 : 이달희
    - 외조카 사위 : 한상준, 제6대 한양대학교 총장

  - 동생 : 윤치영(尹致暎, 일본식 이름: 이토 치에이(伊東致映), 1898년 2월 10일 - 1996년 2월 9일)
  - 동생 : 이름 미상
- 서모 : 장복첨(張福瞻, 1902년 1월 22일 ~ 1950년 8월 3일)
  - 이복 동생 : 윤치정(尹致晶, 1921년 11월 25일 ~ ?)
  - 이복 여동생 : 윤길희(尹吉喜, 1924년 6월 16일 ~ 1973년 6월 28일)
  - 이복 여동생 : 윤인희(尹麟喜, 1927년 1월 17일 ~ ?)
  - 이복 동생 : 윤치일(尹致日, 1935년 2월 10일 ~ 1985년 4월 8일)

- 부인 : 정부인 허병숙(貞夫人 許丙淑, 1884년 - 1954년 7월 6일)
  - 양자 : 윤택선(尹澤善, 1914년 11월 20일 - 1998년 4월 6일)-서울 안동교회 장로 역임[3][4]
  - 양 며느리 : 이기화(1914년 5월 7일 - 1996년 5월 30일)
    - 손녀딸 : 윤경남(尹慶男, 1936년 - , 번역문학가로 이화여대를 졸업했다. 샬롬노인문화원장, 좌옹 윤치호 문화사업회 이사를 역임했다.[5][6]
    - 양 손자 : 윤창구(尹昌求, 1941년 12월 18일 - 1991년 7월 27일, 화학자)
    - 손자며느리 : 신순자(申順子, 1941년 9월 3일 - , 정치학자, 법학자·연세대학교 법과대학장 신동욱(申東旭)의 딸)
    - 양 손자 : 윤석구(尹奭求)

- 백부 : 윤웅렬(尹雄烈, 1840년 음력 4월 17일 - 1911년 양력 9월 22일)
- 백모 : 전의이씨, 백부 윤웅렬의 첫 부인
- 백모 : 전주 이씨(全州李氏, 1844년 9월 27일 - 1936년 2월 12일)
  - 사촌 누나 : 윤경희(尹慶姬, 1862년 - 1931년)
  - 사촌 형 : 좌옹 윤치호(佐翁 尹致昊, 1864년 12월 26일 - 1945년 12월 9일)
- 백모 : 이름 미상
  - 사촌동생 : 윤달용(尹達鏞)
- 백모 : 김정순(金貞淳, 1879년 3월 15일 - 1959년 11월 16일)
  - 사촌 동생: 윤치왕(尹致旺, 1895년 2월 17일[7] ~ 1982년 12월 21일)
  - 사촌 동생: 윤치창(尹致昌, 1899년 3월 5일 - 1973년 10월 1일)

- 외증조부 : 한익상(韓益相, 1767년 ~ 1846년, 병조참판 역임)
- 외할아버지 : 한치원(韓致元, 1821년 ~ 1881년, 호는 동랑(冬郎), 부호군 역임)
  - 외삼촌 : 한진창(韓鎭昌, 1858년 1월 26일 ~ 1935년 2월 2일)
- 사돈 : 이병도[8]

- 장인 : 허담(許潭)
  - 처조부 : 허계(許棨, 1798년 ~ 1866년, 판의금부사 도총관, 시호는 효민(孝敏))

## 같이 보기
- 신식 군대
- 윤치성
- 윤창구
- 윤치오
- 윤치호
- 윤치소
- 윤웅렬
- 윤보선
- 윤취동
- 윤치영